# Subuktigîn
Subuktugîn, transcrit aussi par Sabuktagin ou Sebük Tigin (né vers 942 et mort le 5 août 997), est le fondateur de la dynastie des Ghaznévides et amir de Ghazna de 977 à 997. Sabuktigin est un esclave turc qui est acheté par Alptegin, le commandant de la garde royale de la dynastie samanide. Alptegîn s'établit comme gouverneur de Ghazna en 962 et meurt un an plus tard en 963. Par la suite, Sabuktigin a bâti son prestige parmi les autres soldats esclaves de Ghazna jusqu'à ce qu'il soit élu par eux comme leur dirigeant en 977.
Sabuktigin étend son règne jusqu'au sud de l'Afghanistan actuel et au nord du Baloutchistan. À travers des conflits avec la dynastie Hindu Shahi de Kaboul, il envahit les terres indiennes, ouvrant les portes de l'Inde aux futurs monarques de sa dynastie. En tant que vassal de l'Empire Samanide, il répond à l'appel de Nuh II pour aider à la rébellion d'Abu Ali Simjuri, battant ce dernier dans plusieurs batailles entre 994 et 996. Vers la fin de sa vie, Sabuktigin conclut un accord avec le Khanat des Karakhanides, rivaux des Samanides, pour partager le royaume de Nuh entre eux. Cependant, avant qu'il ait pu concrétiser cet accord, il meurt sur son chemin vers Ghazna en août 997.
En tant que fondateur de la dynastie Ghaznévide, Sabuktigin est plus tard idéalisé par les historiens Ghaznévides comme un dirigeant juste et indulgent, bien que ces traits puissent n'avoir aucun fondement dans la réalité. Il est l'image de l'archétype du « monarque fondateur », développé par des historiens tels qu'Abolfazl Bayhaqi, qui établit un contraste entre l'humble et juste Sabuktigin et ses successeurs. Cette conclusion est partagée par des historiens ultérieurs tels que Nizam al-Mulk et vécut jusqu'à Babur, le monarque fondateur de l'Empire moghol, qui est influencé par Sabuktigin un demi-millénaire après sa mort.

## Nom
Sabuktigin est un nom turc qui signifie « prince bien-aimé », cependant, à son époque, le vieux turc tegin est passé du statut de « prince » à celui de synonyme de commandants d'esclaves turcs au service des Abbassides. Son laqab (agnomen) Nasir ad-Din wa'd-Dawla signifie « Protecteur de la foi et de l'État ». Selon al-Biruni, avant Nasir ad-Din, Sabuktigin détient le laqab Mu'in ad-Dawla. En tant que vassal autonome de la dynastie samanide, Sabuktigin est appelé amir, contrairement à ses descendants qui ont assumé le titre royal de sultan.

## Biographie

### Origine
Né vers 940, on ne sait pas grand-chose sur la jeunesse de Sabuktigin. Dans le Pandnama de Sabuktigin, un miroir pour l'épître des princes, il atteste qu'il vient d'une tribu de Barskhan, il appartient donc probablement à une tribu Karluk. Son père s'appelle Juq, et dans les documents chinois contemporains, Sabuktigin est désigné comme Sabuktigin, fils de Juq. Cependant, Juzjani, un historien du XIIIe siècle, citant le Tarikh-i Majadwal d'Abu Al-Qasim Imami (écrit au début du XIIe siècle), déclare que le père de Sabuktigin s'appelle Qara Bechkem et, par le biais d'une généalogie fabriquée, le relie au dernier shahanshah sassanide, Yazdegerd III, affirmant que sa fille a épousé un chef turc.

Carte de l'Empire Samanide, 961

Sabuktigin raconte que sa tribu est attaquée et que lui, ainsi que toutes les femmes et les enfants, sont capturés. Ses ravisseurs, une tribu rivale des Karluk, l'ont vendu sur un marché aux esclaves à Nakhshab (aujourd'hui Qarshi). Plus tard, il est acheté par Alptegîn, lui-même esclave et commandant éminent. Sebuktigin s'est rapidement intégré à la communauté persane qui l'entourait, bien qu'il fût au départ un étranger.

### Chef militaire

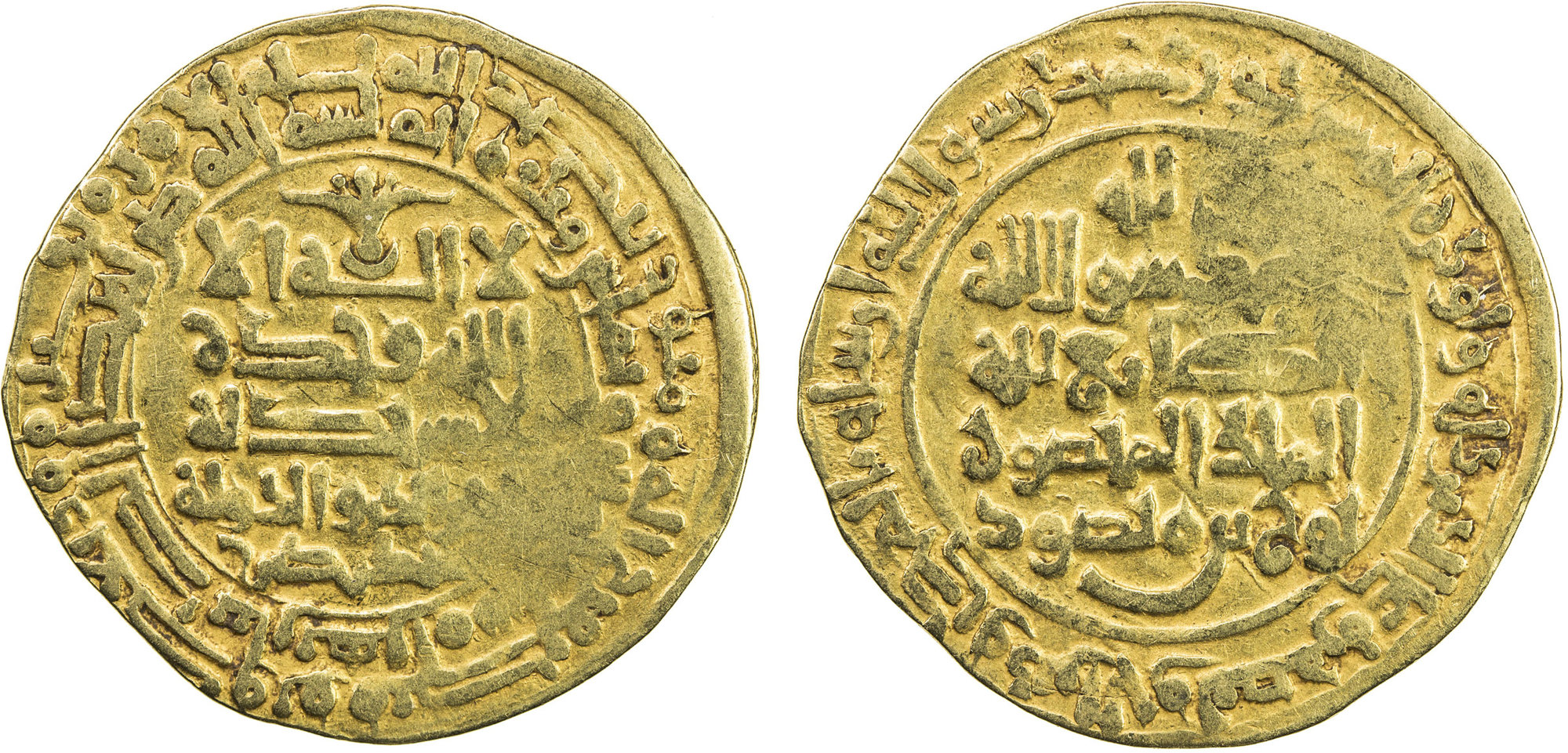

Il prospère sous le patronage d'Alp-Tegin et, à l'âge de dix-huit ans, commandait 200 ghulams (esclaves militaires). À l'époque, Alptegîn est le chef de la garde royale de la dynastie samanide, mais en 962, après être tombé en disgrâce, il quitte son poste et chercha à établir un régime indépendant à Ghazna, dans l'actuel Afghanistan oriental. Sabuktigin l'accompagne et aide à vaincre l'armée samanide au Tokharistan. Finalement, Alptegîn conquiert Ghazna de son dirigeant local, Abu Bakr Lawik, et est reconnu comme gouverneur par l'administration samanide. Il meurt peu de temps après en 963 et est remplacé par son fils, Abu Ishaq Ibrahim, qui devint également le nouveau maître de Sabuktigin .
Après le bref règne d'Abu Ishaq et sa mort en 966, les ghulams turcs à Ghazna, ils se réconcilient avec le gouvernement samanide mais restèrent autonomes et choisissent leurs dirigeants parmi leurs commandants. Durant les règnes successifs de Bilgetegin et de Böritigin, Sabuktigin augmente son prestige auprès de ses troupes. En 977, les citoyens de Ghazna, lassés de l'impopulaire Böritigin, invitent Abu Ali Lawik, le fils d'Abu Bakr, à diriger leur ville. La dynastie Hindu Shahi de Kaboul a soutenu Lawik et a envoyé une grande force sous sa direction vers Ghazna. Sabuktigin a réuni les garnisons turques de Gardez, Ghazna et Bamyan et a vaincu les forces d'invasion à Charkh, tuant Lawik dans le processus. Par la suite, avec le soutien de l'armée, Sabuktigin remplace Böritigin comme gouverneur.

### Règne

#### Expansion territoriale

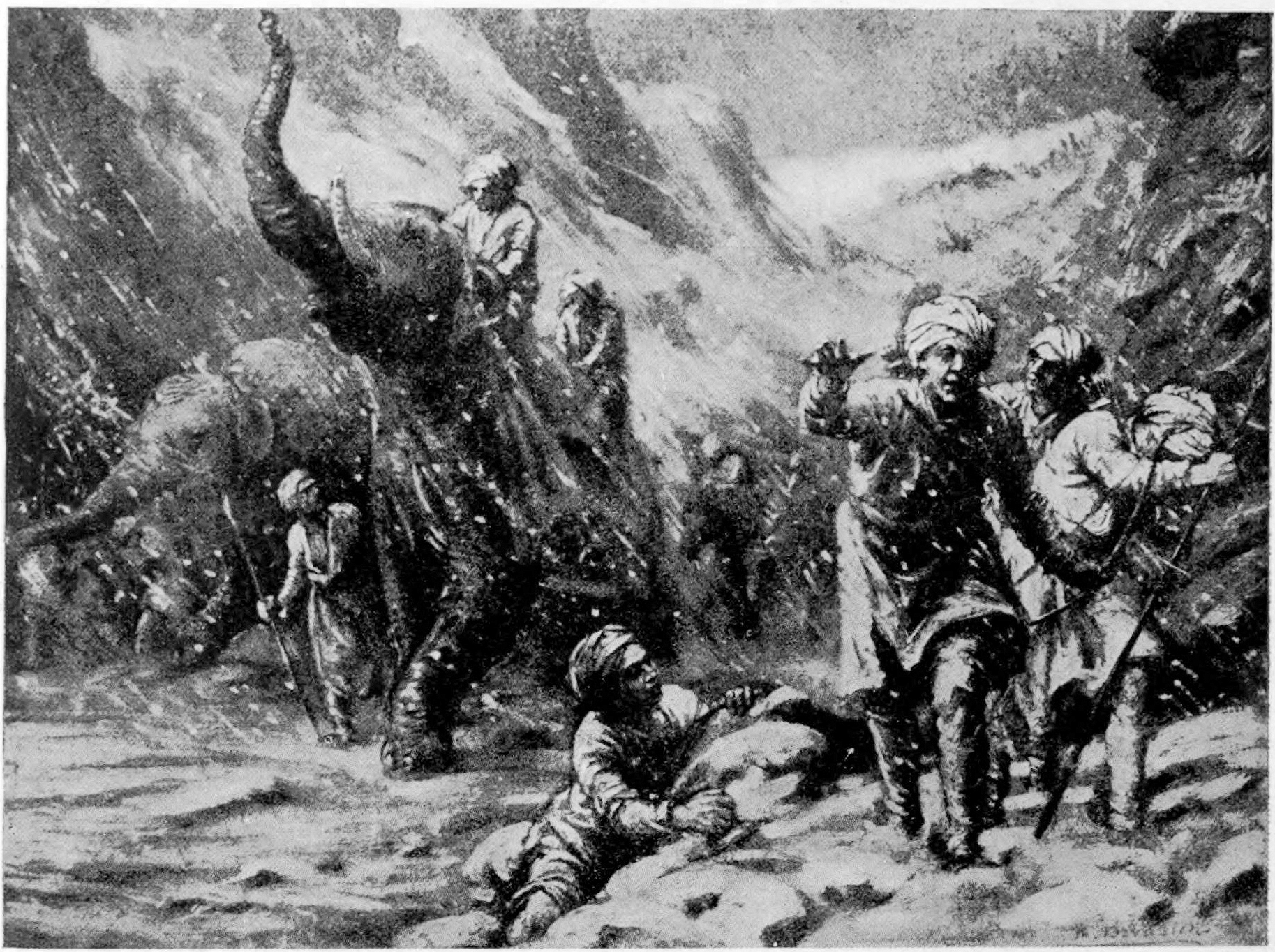
La tempête de neige désastreuse qui s'abat sur l'armée de Jayapala, l'histoire des nations selon Hutchinson

En 978, Sabuktigin envahit Rukkhaj et Bust dans le sud de son royaume et soumit un groupe turc rival qui y est installé plus tôt dans le siècle par Qaratigin Isfijabi (mort en 929), un autre ghulam samanide rebelle . Il a poursuivi son expansion à Qusdar, dans le nord-est du Baloutchistan, et dans un certain nombre de forts frontaliers appartenant à la dynastie Shahi.
Avec le soutien du jihad comme casus belli, Sabuktigin attaque les terres indiennes voisines et détruit les temples hindous, les remplaçant par des mosquées. Le maharaja Shahi, Jayapala, place des garnisons afghanes à Multan et Laghman, mais ils rejoignent Sabuktigin. Sa menace incite Jayapala à former une alliance avec l'émirat musulman du Pendjab de Multan et à marcher vers Ghazna avec une grande armée en 986 . Une bataille a eu lieu à Laghman qui, après plusieurs jours, n'a pas eu de vainqueur définitif. Cependant, une tempête de neige soudaine a dévasté l'armée de Jayapala. La cause de l'éruption de cette tempête, selon le livre d'histoire d'al-Utbi, Tarikh-i Yamini, est Sabuktigin lui-même.
Jayapala accepte un traité humiliant avec des conditions telles que le paiement d'un million dirhams, et en accordant ses proches comme otages à Sabuktigin. Cependant, il rompt le traité une fois de retour dans son royaume, obligeant Sabuktigin à marcher vers son royaume avec une armée composée d'Afghans et de Khalajs en 988. Jayapala, qui jouissait d'un certain prestige parmi les dirigeants indiens, rassemble une armée avec l'aide de Delhi, Ajmer, Kalinjar et Kannauj. Ils se battent à Laghman, et cette fois Sabuktigin défait complètement Jayapala et capture les terres entre Lamghan et Peshawar, abritant 2000 cavaliers dans cette dernière en tant que garnison.

#### Révolte de Fa'iq Khassa et Abu Ali Simjuri

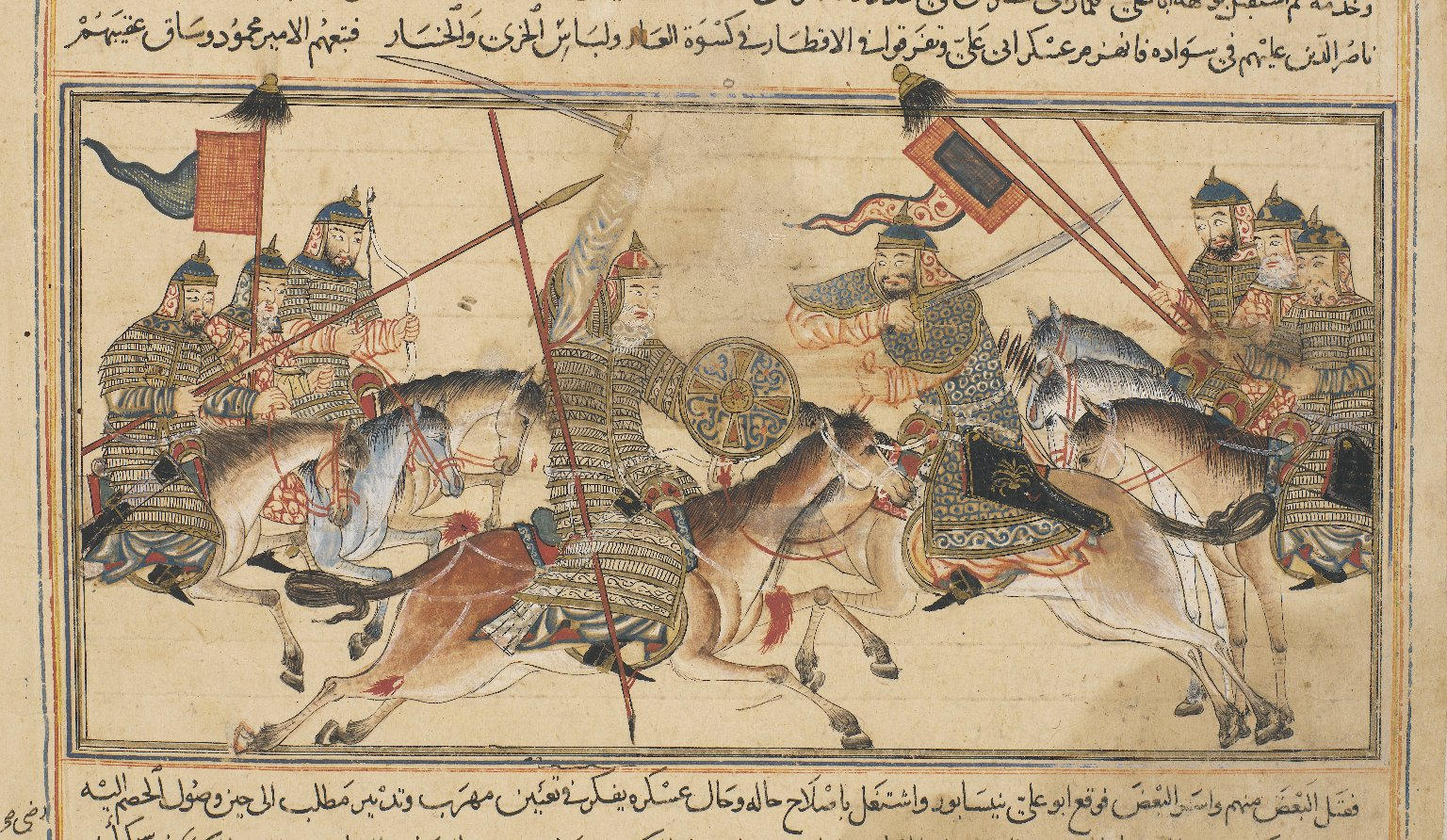
Le fils de Sabuktigin, Mahmud combat Abu Ali Simjuri, folio de Jami'al-tawarikh de Rashid al-Din Hamadani

Tout au long de son règne, Sabuktigin reconnait la souveraineté samanide, il frappe les noms des amirs samanides devant son propre nom dans ses pièces de monnaie, et utilise le titre al-Hajib al-Ajall (Commandant le plus exalté) pour indiquer son statut subordonné. Cette démonstration n'est que nominale, car il n'est lié à aucune obligation de vassalité. L'amir samanide Nuh II en vient progressivement à compter sur l'armée de Sabuktigin pour se défendre contre le khanat de Karakhanides au nord, qui constitue une menace constante pour ses frontières. En 994, Nuh demande l'aide de Sabuktigin pour soumettre le rebelle Abu Ali Simjuri et son partisan Kara-Khanid, Fa'iq Khassa.
Sabuktigin, accompagné de son fils Mahmud, rencontre l'armée de Simjuri à Herat. Lors des négociations initiales, Sabuktigin accepte la paix à condition qu'Abou Ali s'engage à obéir à Nuh II et paie une somme de 15 millions dirhams à titre de compensation. Les guerriers d'Abu Ali trouvent ces conditions trop humiliantes et attaquent donc seuls l'armée de Sabuktigin. Les hommes de Fa'iq désorganisent les éléphants de guerre de Sabuktigin, ce qui le rendu furieux. La bataille est une victoire pour Abu Ali jusqu'à ce que l'un de ses alliés, le prince ziyaride Dara qui gouverne Gorgan, déserte son armée et rejoigne Sabuktigin. Abu Ali et Fa'iq s'enfuient vers Gorgan pour demander l'aide de leur allié, Fakhr al-Dawla (le suzerain de Dara). Pour leur victoire, Sabuktigin et Mahmud sont récompensés par laqabs et Mahmud devint le commandant de l'armée du Khorasan. En 995, Fa'iq et Abu Ali envahissent Nishapur, et lorsque Sabuktigin arrive, au lieu de le combattre, ils demandent pardon. Sabuktigin refuse et lance une attaque. Ses éléphants de guerre écrasent de nombreux soldats et commandants en chef d'Abu Ali. Abu Ali est emprisonné en 996 et tué en 997 sur ordre de Sabuktigin.

#### Administration
Sabuktigin propose une série de réformes concernant l'iqtâ dans son royaume. Pendant le mandat d'Alp-Tegin, les soldats gagnent leur solde grâce au pillage et aux raids, mais depuis sa mort jusqu'à l'ascension de Sabuktigin, le paiement des raids cesse et les soldats se sont tournés vers l'iqta comme source de revenus. Peu à peu, les soldats ont transformé leur iqta Les terres sont transformées en propriétés indépendantes et sont devenus peu enclins à se battre pour leur souverain. De plus, leur domination sur les terres agricoles pesait sur les agriculteurs et a choyé leur production. Ainsi, lors de son ascension, le trésor de Sabuktigin est vide d'or et d'argent et ne contenait, semble-t-il, que des « épées et des soieries ». Sabuktigin a d'abord ordonné à ses commandants de lui offrir des cadeaux pour son ascension, puis a confisqué l'agriculture et iqta Il rendit ses terres au gouvernement, promettant de payer son armée à partir de son trésor et du butin de guerre, rendant son armée dépendante de lui pour ses revenus.
Il reste peu de détails sur la suite bureaucratique de Sabuktigin ; il n'existe aucun nom enregistré de ses vizirs (ministres), et on suppose qu'il utilise les secrétaires et fonctionnaires persans locaux à Ghazna. Après sa conquête de Bust, Sabuktigin amena avec lui le secrétaire local et poète Abu al-Fath al-Busti, qui devint son chancelier. De plus, al-Utbi, qui servait auparavant les Samanides, Abu Ali Simjuri et le dirigeant ziyaride Qabus, est devenu son secrétaire. Selon al-Utbi, Sabuktigin se méfiait initialement de lui et d'al-Busti, car tous deux avaient servi ses rivaux, mais tous deux ont ensuite réussi à gagner sa faveur et ont occupé des postes élevés.
Sabiktigin est le premier dirigeant à introduire l'Islam dans le nord-ouest de l'Inde. Il croyait à l'école hanafite sunnite et s'est converti à une secte hanafite appelée la Karramiyya. Selon Bosworth, la raison de sa conversion est son fascination pour le chef Karramiyya, l'ascète Abu Ya'qub Ishaq ibn Mahmudshadh (mort en 993).

### Décès et succession
En 996, Nuh II demande à nouveau le soutien de Sabuktigin contre Nasr ibn Ali, le khagan karakhanide, cependant, après une brouille entre les deux, Sabuktigin a conclu un accord secret avec Nasr pour séparer les royaumes samanides de Transoxiane entre eux. Mais peu de temps après, alors qu'il retournait à Ghazna, Sabuktigin meurt dans un village au nord de l'Hindu Kush en août-septembre 997.
Selon Juzjani, Sabuktigin a un total de six fils, dont trois étaient adolescents lorsqu'il est décédé : Mahmud, Abu al-Muzzafar Nasr et Ismail. Un autre fils, Yusuf, est encore un enfant au moment de sa mort. Il a également une fille appelée Hurra-yi Khuttali qui épousa plus tard deux dirigeants du Khwarazm de la dynastie Ma'munide : Abu al-Hasan Ali et Ma'mun II. Bien qu'il n'y ait pas de dates de naissance précises, Ismail semble avoir été son plus jeune fils adulte, né d'une fille d'Alp-Tegin. Sa lignée maternelle a peut-être influencé Sabuktigin à transmettre Ghazna à Ismail à sa mort, car il convenait qu'un descendant d'Alp-Tegin gouverne Ghazna. Pour Nasr, il a laissé Bust, et comme Mahmud commandait l'armée de Khorasan, Sabuktigin ne pouvait lui décerner aucun titre et ne lui a rien laissé.
En 998, lors d'une lutte de succession, Mahmud déposa Ismaïl et prit sa place. En 999, son invasion du Khorasan, ainsi que l'intrusion de Kara-Khanid depuis le nord, mirent finalement fin à l'empire samanide, après quoi Mahmud et Nasr ibn Ali partagèrent les terres samanides entre eux.

## Évaluation et héritage
Abu'l-Fadl Bayhaqi, dans son livre d'histoire Tarikh-i Bayhaqi, a décrit Sabuktigin comme un dirigeant juste, le contrastant avec son patron et petit-fils de Sabuktigin, Masʽud I. Avant lui, al-Utbi a décrit Sabuktigin comme un dirigeant accessible, indulgent et juste, pour le contraster avec Mahmud . Cependant, selon l'orientaliste britannique Clifford Edmund Bosworth, aucun trait ne peut être attribué à la personnalité de Sabuktigin en raison d'un manque de preuves. En vérité, les historiens ghaznévides tels que Bayhaqi ont conceptualisé Sabuktigin comme l'image idéale d'un archétype : le monarque fondateur, qui vivait une vie simple et est un humble soldat qui imposait la justice. Cette représentation s'est poursuivie avec Nizam al-Mulk, le vazir de l'Empire seldjoukide, qui idéalisait Sabuktigin. Cette image a persisté même un demi-millénaire plus tard, lorsque Babur, le fondateur de l'Empire moghol, citant les travaux d'al-Utbi, a cherché un moyen de déclencher une tempête de neige comme l'avait fait Sabuktigin.
Sabuktigin est le premier dirigeant ghaznévide à envahir l'Inde. Selon al-Biruni, il a ouvert les portes de l'Inde à son successeur, Mahmud. Les conquêtes de Sabuktigin ont facilité le début de la période turco-afghane en Inde, qui serait ensuite menée par Mahmud, puis par les Ghurides, jusqu'à ce que les Turco-Afghans s'établissent avec succès dans le Sultanat de Delhi .